# Ichthyodes dunni
Ichthyodes dunni är en skalbaggsart som beskrevs av Stefan von Breuning 1976. Ichthyodes dunni ingår i släktet Ichthyodes och familjen långhorningar. Inga underarter finns listade i Catalogue of Life.